# 마크 레키
마크 루이스 레키(영어: Mark Louis Recchi, 1968년 2월 1일~)는 캐나다의 은퇴한 아이스하키 선수로 포지션은 라이트윙이다.